# Blábjørg
Blábjørg är ett berg i Färöarna (Kungariket Danmark).   Det ligger i sýslan Eysturoya sýsla, i den norra delen av landet, 26 km norr om huvudstaden Tórshavn. Toppen på Blábjørg är 732 meter över havet. Blábjørg ligger på ön Eysturoy.
Terrängen runt Blábjørg är kuperad. Havet är nära Blábjørg åt nordost. Runt Blábjørg är det ganska glesbefolkat, med 38 invånare per kvadratkilometer. Närmaste större samhälle är Klaksvík, 13,6 km öster om Blábjørg. Trakten runt Blábjørg består i huvudsak av gräsmarker.